# Сахарбедіо
Сахарбедіо (груз. სახარბედიო) — село в Грузії.
За даними перепису населення 2014 року в селі проживає 288 осіб.